# Brandon Mull
Œuvres principales
- Série Fablehaven
- Série Beyonders
- Série Five Kingdoms
- Série Animal Tatoo

Brandon Mull, né le 8 novembre 1974, est un auteur américain de fantasy et de littérature d'enfance et de jeunesse.

## Biographie
Brandon Mull est surtout connu comme auteur de la série fantastique 'Fablehaven, qui est un best-seller du New York Times. Mull a écrit aussi Le Mystère des bonbons magiques. Comme de nombreux jeunes lecteurs s’intéressent à ses livres, Brandon Mull parcourt le pays pour parler aux étudiants, avec ce message : « l'imagination peut vous emmener loin ». Dans une interview, Brandon Mull a dit :

« J'ai essayé de réussir une carrière dans l’écriture, j’y ai rêvé depuis le lycée et je m’y suis mis sérieusement depuis l’université, il y a donc déjà pas mal d'années. »

Un jour comme les autres, Brandon a dit : « Mes fans passent avant tout pour moi, je les aime et en échange ils me soutiennent. L'écriture c'est ma raison de vivre ! »[réf. souhaitée]. Ceux qui lui ont donné le plus d’inspiration pour ses histoires sont J. R. R. Tolkien, C. S. Lewis, et J. K. Rowling.

## Œuvres

### SérieFablehaven
1. Le Sanctuaire secret, Nathan, 2009 ((en) Secret Sanctuary, 2006)
2. La Menace de l'étoile du soir, Nathan, 2010 ((en) Rise of the Evening Star, 2007)
3. Le Fléau de l'ombre, Nathan, 2010 ((en) Grip of the Shadow Plague, 2008)
4. Le Temple des dragons, Nathan, 2011 ((en) Secrets of the Dragon Sanctuary, 2009)
5. La Prison des démons, Nathan, 2011 ((en) Keys to the Demon Prison, 2010)

### SérieLe Mystère des bonbons magiques
1. Le Mystère des bonbons magiques, Ada, 2010 ((en) The Candy Shop War, 2007)
2. (en) Arcade Catastrophe, 2012

### SérieBeyonders
1. Vers l'autre monde, Nathan, 2012 ((en) A World Without Heroes, 2011)
2. Le Vent de la révolte, Nathan, 2012 ((en) Seeds of Rebellion, 2012)
3. La Voie de la prophétie, Nathan, 2013 ((en) Chasing the Prophecy, 2013)

### UniversAnimal Tatoo

#### SérieAnimal Tatoo
Chaque volume de cette série est écrit par un écrivain différent. Les auteurs des autres volumes sont : Maggie Stiefvater (tome 2), Garth Nix et Sean Williams (tome 3), Shannon Hale (tome 4), Tui Sutherland (tome 5), Eliot Schrefer (tome 6) et Marie Lu (tome 7).
1. Les Quatre Élus, Bayard, 2014 ((en) Wild Born, 2013)

#### Hors-séries
- Le Livre des origines, Bayard, 2020 ((en) Tales of the Great Beasts, 2014)Écrit avec Gavin Brown, Nick Eliopulos, Billy Merrell (en) et Emily Seife.
- Le Livre des bêtes suprêmes, Bayard, 2021 ((en) Tales of the Fallen Beasts, 2016)Écrit avec Gavin Brown, Nick Eliopulos, Billy Merrell (en) et Emily Seife.

### SérieFive Kingdoms
1. Les Pirates du ciel, Hachette Livre, 2015 ((en) Sky Raiders, 2014)
2. Le Chevalier félon, Hachette Livre, 2015 ((en) Rogue Knight, 2014)
3. Les Gardiens du cristal, Hachette Livre, 2016 ((en) Crystal Keepers, 2015)
4. (en) Death Weavers, 2016
5. (en) Time Jumpers, 2018

### Autres
- (en) Pingo, 2009